# Шорфхајде (Барним)
Шорфхајде (њем. Schorfheide) општина је у њемачкој савезној држави Бранденбург. Једно је од 24 општинска средишта округа Барним. Према процјени из 2010. у општини је живјело 10.241 становника. Посједује регионалну шифру (AGS) 12060198.

## Географски и демографски подаци
Шорфхајде се налази у савезној држави Бранденбург у округу Барним. Општина се налази на надморској висини од 29 метара. Површина општине износи 236,7 km². У самом мјесту је, према процјени из 2010. године, живјело 10.241 становника. Просјечна густина становништва износи 43 становника/km².